# Saint Paul Sunday
Saint Paul Sunday est une ancienne émission radiophonique américaine, de musique classique, animée par Bill McGlaughlin (en) et produite par Minnesota Public Radio (MPR), réseau de radiodiffusion public de l'État du Minnesota. Lancée en 1980, elle est diffusée nationalement aux États-Unis jusqu'à son arrêt en 2007, puis rediffusée jusqu'en 2012.

## Récompenses
L'émission est récompensée d'un prix George Foster Peabody en 1995.